# ドミニカ共和国の大統領
ドミニカ共和国の大統領（ドミニカきょうわこくのだいとうりょう、スペイン語: Presidente de la República Dominicana）は、ドミニカ共和国の国家元首で、政府の長たる大統領である。

## 概要

### 選出方法や任期規定
- 出生又は出身がドミニカ共和国であること。
- 30歳以上であること。
- 選挙前の3年間は、軍や閣僚などの要職に就いてはいけないこと。
- 任期は4年で、再選は1回のみ可能。

### 権限
アメリカ型大統領制をモデルにしており、国政に与える影響は強大である。
- 国軍の最高指揮権
- 全閣僚の任命権及び罷免権
- 条約の締結権
- 内戦及びパンデミックなどが発生した際、非常事態宣言を実施する
- 恩赦を与える権利
- 議会の招集
- 外交官の接受
- 公益の場合によって、外国人の入国を禁止する権利
- 立法府で制定された法に従い、法を執行する権利

## 大統領の一覧
| 第一共和政 (1841-1861)                        |                                                                                          |                                                |                                 |             | |
| 代                                            | 大統領                                                                                   | 大統領                                         | 在任期間                        | 在任期間    | 備考 |
|                                               | フランシスコ・デル・ロサリオ・サンチェス Francisco del Rosario Sánchez                   |                                                | 1844年2月28日 - 1844年3月1日    | 2日         | 元首代行 （中央政府委員会暫定委員長） |
|                                               | トマス・ボバディージャ・ビリオネス Tomás Bobadilla                                       |                                                | 1844年3月1日 - 1844年6月9日     | 100日       | 中央政府委員会委員長 在任中に公職追放 |
|                                               | フランシスコ・デル・ロサリオ・サンチェス Francisco del Rosario Sánchez                   |                                                | 1844年6月9日 - 1844年7月12日    | 135日       | 中央政府委員会委員長 在任中に公職追放 |
| 0-                                            | ペドロ・サンタナ Pedro Santana                                                           |                                                | 1844年7月12日 - 1844年11月14日  | 125日       | 中央政府委員会委員長 |
| 01                                            | ペドロ・サンタナ Pedro Santana                                                           |                                                | 1844年11月13日 - 1848年8月4日   | 3年 + 265日 | 辞任 |
| 0-                                            | 国務長官評議会 Council of Secretaries of State                                           | 国務長官評議会 Council of Secretaries of State | 1848年8月4日 - 1848年9月8日     | 35日        | 大統領代行 |
| 02                                            | マヌエル・ヒメネス Manuel Jimenes                                                        |                                                | 1848年9月8日 - 1849年5月29日    | 263日       | 在任中に公職追放 |
| 0-                                            | ペドロ・サンタナ Pedro Santana                                                           |                                                | 1849年5月30日 - 1849年9月23日   | 116日       | 大統領代行 （最高司令官） |
| 0-                                            | サンティアゴ・エスパイヤット Santiago Espaillat                                          |                                                | 未就任                          |             | 無効 |
| 03                                            | ブエナ・バエズ Buenaventura Báez                                                         |                                                | 1849年9月24日 - 1853年2月15日   | 3年 + 144日 | |
| 04                                            | ペドロ・サンタナ Pedro Santana                                                           |                                                | 1853年2月15日 - 1856年5月26日   | 3年 + 101日 | 辞任 |
| 05                                            | マヌエル・デ・レグラモタ Manuel de Regla Mota                                            |                                                | 1856年5月26日 - 1856年10月8日   | 135日       | 昇格 （副大統領） 辞任 |
| 06                                            | ブエナ・バエズ Buenaventura Báez                                                         |                                                | 1856年10月8日 - 1858年6月13日   | 1年 + 248日 | 昇格 （副大統領） |
| 07                                            | ホセ・デシデリオ・バルベルデ José Desiderio Valverde                                     |                                                | 1858年6月13日 - 1858年8月31日   | 79日        | |
| 08                                            | ペドロ・サンタナ Pedro Santana                                                           |                                                | 1858年8月31日 - 1859年1月31日   | 2年 + 199日 | |
| 08                                            | ペドロ・サンタナ Pedro Santana                                                           | 1859年1月31日 - 1861年3月18日                  | 辞任                            | 2年 + 199日 | |
| サント・ドミンゴ総督領 (1861-1865)            |                                                                                          |                                                |                                 |             | |
| 代                                            | 総督                                                                                     | 総督                                           | 在任期間                        | 在任期間    | 備考 |
| 01                                            | ペドロ・サンタナ Pedro Santana                                                           |                                                | 1861年3月18日 - 1862年7月20日   | 1年 + 124日 | |
| 02                                            | フェリペ・リベロ・イ・ルモワンヌ Felipe Ribero y Lemoine                                 |                                                | 1862年7月20日 - 1863年10月22日  | 1年 + 94日  | |
| 03                                            | カルロス・デ・バルガス・イ・セルベト Carlos de Vargas y Cerveto\|es                      |                                                | 1863年10月23日 - 1864年3月30日  | 159日       | |
| 04                                            | ホセ・デ・ラ・ガンダラ・イ・ナバロ José de la Gándara y Navarro                          |                                                | 1864年3月31日 - 1865年7月11日   | 1年 + 102日 | |
| 第二共和政 (1865-1916)                        |                                                                                          |                                                |                                 |             | |
| 代                                            | 大統領                                                                                   | 大統領                                         | 在任期間                        | 在任期間    | 備考 |
| 9                                             | ペドロ・アントニオ・ピメンテル Pedro Antonio Pimentel                                    |                                                | 1865年3月25日 - 1865年8月4日    |             | 大統領 |
|                                               | ホセ・マリア・カブラル José María Cabral                                                 |                                                | 1865年8月4日 - 1865年11月15日   |             | 最高責任者 |
|                                               | ペドロ・ギジェルモ Pedro Guillermo                                                       |                                                | 1865年11月15日 - 1865年12月8日  |             | 暫定政権大統領 |
| 10                                            | ブエナ・バエズ Buenaventura Báez                                                         |                                                | 1865年12月8日 - 1866年5月29日   |             | 大統領 |
|                                               | 三頭政治 Triumvirate                                                                     |                                                | 1866年5月29日 - 1866年8月22日   |             | 成員: ペドロ・アントニオ・ピメンテル グレゴリオ・ルペロン フェデリコ・デ・ヘスス・ガルシア |
| 11                                            | ホセ・マリア・カブラル José María Cabral                                                 |                                                | 1866年8月22日 - 1868年1月3日    |             | 大統領 |
| 12                                            | マヌエル・アルタグラシア・カセレス Manuel Altagracia Cáceres                             |                                                | 1868年1月3日 - 1868年2月13日    |             | 大統領 |
|                                               | 将軍評議会 Junta of Generals                                                             |                                                | 1868年2月13日 - 1868年5月2日    |             | 成員: ホセ・アントニオ・ハンガリア フランシスコ・アントニオ・ゴメス・バエズ ホセ・ラモン・ルチアーノ・イ・フランコ |
| 13                                            | ブエナ・バエズ Buenaventura Báez                                                         |                                                | 1868年5月2日 - 1874年1月2日     |             | 大統領 |
|                                               | イグナシオ・マリア・ゴンサレス Ignacio María González                                    |                                                | 1874年1月2日 - 1874年1月22日    |             | 最高責任者 |
|                                               | 総司令官 Generals-in-Chief                                                               |                                                | 1874年1月22日 - 1874年4月6日    |             | 成員: イグナシオ・マリア・ゴンサレス マヌエル・アルタグラシア・カセレス |
| 14                                            | イグナシオ・マリア・ゴンサレス Ignacio María González                                    |                                                | 1874年4月6日 - 1876年2月23日    |             | 大統領 |
|                                               | 国務長官協議会 Council of Secretaries of State                                           |                                                | 1876年2月23日 - 1876年4月29日   |             | 国務長官協議会 成員: ペドロ・トマス・ガリード ホセ・デ・ヘスス・デ・カストロ ペドロ・パブロ・デ・ボニーラ フアン・バウティスタ・ザフラ パブロ・ロペス・ビジャヌエバ ハシント・ペイナード                                                                                 |
| 15                                            | ウリセス・フランシスコ・エスパイヤ Ulises Francisco Espaillat                            |                                                | 1876年4月29日 - 1876年10月5日   |             | 大統領 |
|                                               | 上級統治政権 Superior Governing Junta                                                    |                                                | 1876年10月5日 - 1876年11月11日  |             | 成員: パブロ・ロペス・ビジャヌエバ ホセ・カミネロ・マティアス フアン・エステバン・アリーザ・マトス フィデル・ロドリゲス・ウルダネタ ホセ・デ・ヘスス・エドゥアルド・デ・カストロ・アルバレス フアン・バウティスタ・ザフラ・イ・ミランダ ペドロ・トマス・ガリード・マトス |
|                                               | イグナシオ・マリア・ゴンサレス Ignacio María González                                    |                                                | 1876年11月11日 - 1876年12月9日  |             | 最高責任者 |
|                                               | マルコス・アントニオ・カブラル Marcos Antonio Cabral                                     |                                                | 1876年12月9日 - 1876年12月26日  |             | 暫定政権大統領 |
| 16                                            | ブエナ・バエズ Buenaventura Báez                                                         |                                                | 1876年12月26日 - 1878年3月2日   |             | 大統領 |
|                                               | 国務長官協議会 Council of Secretaries of State                                           |                                                | 1878年3月2日 - 1878年3月5日     |             | 国務長官協議会 成員: ホセ・マリア・カブラル ホアキン・モントリオ |
| 17                                            | セサレオ・ギジェルモ Cesareo Guillermo                                                   |                                                | 1878年3月5日 - 1878年7月6日     |             | 大統領 |
| 18                                            | イグナシオ・マリア・ゴンサレス Ignacio María González                                    |                                                | 1878年7月6日 - 1878年9月2日     |             | 大統領 |
|                                               | 人民軍参謀本部 People's Military Chiefs                                                  |                                                | 1878年9月2日 - 1878年9月6日     |             | 人民軍参謀本部 成員: ウリセス・ウーロー セサレオ・ギジェルモ |
|                                               | ハシント・デ・カストロ Jacinto de Castro                                                 |                                                | 1878年9月7日 - 1878年9月29日    |             | 大統領代理 |
|                                               | 国務長官協議会 Council of Secretaries of State                                           |                                                | 1878年9月30日 - 1879年2月27日   |             | 国務長官協議会 成員: セサレオ・ギジェルモ アレハンドロ・アングロ・グリディ ペドロ・マリア・アリスティ |
| 19                                            | セサレオ・ギジェルモ Cesareo Guillermo                                                   |                                                | 1879年2月27日 - 1879年12月6日   |             | 大統領 |
| 20                                            | グレゴリオ・ルペロン Gregorio Luperón                                                    |                                                | 1879年12月6日 - 1880年9月1日    |             | 大統領 |
| 21                                            | フェルナンド・アルトゥーロ・デ・メリノ Fernando Arturo de Meriño                         |                                                | 1880年9月1日 - 1882年9月1日     |             | 大統領 |
| 22                                            | ウリセス・ウーロー Ulises Heureaux                                                       |                                                | 1882年9月1日 - 1884年9月1日     |             | 大統領 |
| 23                                            | フランシスコ・グレゴリオ・ビリーニ Francisco Gregorio Billini                            |                                                | 1884年9月1日 - 1885年5月16日    |             | 大統領 |
| 24                                            | アレハンドロ・ウェス・イ・ギル Alejandro Woss y Gil                                      |                                                | 1885年5月16日 - 1887年1月6日    | 大統領      | |
| 25                                            | ウリセス・ウーロー Ulises Heureaux                                                       |                                                | 1887年1月6日 - 1889年2月27日    |             | 大統領 |
|                                               | マヌエル・マリア・ゴーティエ Manuel María Gautier                                        |                                                | 1889年2月27日 - 1889年4月30日   |             | 大統領代理 |
| 26                                            | ウリセス・ウーロー Ulises Heureaux                                                       |                                                | 1889年4月30日 - 1899年7月26日   |             | 大統領 |
| 27                                            | ベンセスラオ・フィゲロア Wenceslao Figuereo                                              |                                                | 1899年7月26日 - 1899年8月30日   |             | 大統領 |
|                                               | 国務長官協議会 Council of Secretaries of State                                           |                                                | 1899年8月30日 - 1899年8月31日   |             | 国務長官協議会 成員: トーマス・デメトリオ・モラレス アリスティ・パティーニョ エンリケ・エンリケス・イ・アルファウ ハイメ・R・ヴィダル ブラウリオ・アルバレス |
|                                               | 人民革命運営委員会 People's Revolutionary Governing Junta                                |                                                | 1899年8月31日 - 1899年9月4日    |             | 人民革命運営委員会 成員: マリアーノ・セステロ アルバロ・ログローニョ アリスティ・パティーニョ ペドロ・マリア・メヒア |
|                                               | オラシオ・バスケス Horacio Vásquez                                                       |                                                | 1899年9月4日 - 1899年11月15日   |             | 暫定政権大統領 |
| 28                                            | フアン・イシドロ・ヒメネス・ペレイラ Juan Isidro Jimenes Pereyra                         |                                                | 1899年11月15日 - 1902年5月2日   |             | 大統領 |
|                                               | オラシオ・バスケス Horacio Vásquez                                                       |                                                | 1902年5月2日 - 1903年4月23日    |             | 暫定政権大統領 |
| 29                                            | アレハンドロ・ウェス・イ・ギル Alejandro Woss y Gil                                      |                                                | 1903年4月23日 - 1903年11月24日  |             | 大統領 |
| 30                                            | カルロス・フェリペ・モラレス Carlos Felipe Morales                                       |                                                | 1903年11月24日 - 1905年12月29日 |             | 大統領 |
|                                               | 国務長官協議会 Council of Secretaries of State                                           |                                                | 1905年12月25日 - 1906年1月12日  |             | 国務長官協議会(モラレスの代理) 成員: マヌエル・ラマルシュ・ガルシア エミリアーノ・テヘラ アンドレス・ジュリオ・モントリオ フランシスコ・レオンテ・バスケス・ラハラ カルロス・ジュネーブ エルディオ・ビクトリア フェデリコ・ヴェラスケス・イ・ヘルナンデス                |
| 31                                            | ラモン・カセレス Ramón Cáceres                                                           |                                                | 1906年1月12日 - 1911年11月19日  |             | 大統領 |
|                                               | 国務長官協議会 Council of Secretaries of State                                           |                                                | 1911年11月19日 - 1911年12月5日  |             | 国務長官協議会 成員: ミゲル・アントニオ・ロマン ホセ・マリア・カブラル マヌエル・デ・ヘスス・トロンコソ・デ・ラ・コンチャ フェデリコ・ヴェラスケス・イ・ヘルナンデス マヌエル・ラマルシュ・ガルシア エミリオ・テヘラ ラファエル・ディアス                                |
| 32                                            | エルディオ・ビクトリア Eladio Victoria                                                   |                                                | 1911年12月5日 - 1912年11月30日  |             | 大統領 |
|                                               | アドルフォ・アレハンドロ・ノウエル Adolfo Alejandro Nouel                                |                                                | 1912年11月30日 - 1913年4月13日  |             | 暫定大統領 |
|                                               | ホセ・ボルダス・ディーズ José Bordas Valdez                                              |                                                | 1913年4月14日 - 1914年8月27日   |             | 暫定大統領 |
|                                               | ラモン・バエズ Ramón Báez                                                                |                                                | 1914年8月28日 - 1914年12月5日   |             | 暫定大統領 |
| 33                                            | フアン・イシドロ・ヒメネス・ペレイラ Juan Isidro Jimenes Pereyra                         |                                                | 1914年12月5日 - 1916年5月7日    |             | 大統領 |
|                                               | 国務長官協議会 Council of Secretaries of State                                           |                                                | 1916年5月7日 - 1916年7月31日    |             | 国務長官協議会 成員: ハイメ・モタ ベルナルド・ピチャルド ホセ・マヌエル・ヒメネス フェデリコ・ヴェラスケス・イ・ヘルナンデス |
| 34                                            | フランシスコ・エンリケス・イ・カルバハル Francisco Henríquez y Carvajal                  |                                                | 1916年7月31日 - 1916年11月29日  |             | 大統領 |
| アメリカ占領期 (1916-1924)                    |                                                                                          |                                                |                                 |             | |
| 代                                            | 大統領                                                                                   | 大統領                                         | 在任期間                        | 在任期間    | 備考 |
|                                               | フアン・イシドロ・ヒメネス・ペレイラ Juan Isidro Jimenes Pereyra                         |                                                | 1916年5月4日 - 1916年5月7日     | 3日         | |
|                                               | Council of Secretaries of State                                                          |                                                | 1916年5月7日 - 1916年7月31日    | 85日        | |
|                                               | フランシスコ・エンリケス・カルバハル Francisco Henríquez y Carvajal                      |                                                | 1916年7月31日 - 1916年11月29日  | 121日       | |
| Vacant 29 November 1916 – 21 October 1922     |                                                                                          |                                                |                                 |             | |
|                                               | フアン・バウティスタ・ヴィッチーニ・ブルゴス Juan Bautista Vicini Burgos                 |                                                | 1922年10月21日 - 1924年7月12日  |             | 暫定大統領 備考: アメリカ占領下 |
| 第三共和政 (1924-1965)                        |                                                                                          |                                                |                                 |             | |
| 35                                            | オラシオ・バスケス Horacio Vásquez                                                       |                                                | 1924年7月12日 - 1930年3月3日    |             | 大統領 |
|                                               | ラファエル・エストレーヤ・ウレーニャ Rafael Estrella Ureña                               |                                                | 1930年3月3日 - 1930年8月16日    |             | 大統領代理 |
| 36                                            | ラファエル・トルヒーヨ Rafael Trujillo                                                   |                                                | 1930年8月16日 - 1938年8月16日   |             | 大統領 |
| 37                                            | ハシント・ビエンベニード・ペイナード Jacinto Bienvenido Peynado                          |                                                | 1938年8月16日 - 1940年2月24日   |             | 大統領 |
| 38                                            | マヌエル・デ・ヘスス・トロンコソ・デ・ラ・コンチャ Manuel de Jesús Troncoso de la Concha |                                                | 1940年2月24日 - 1942年5月18日   |             | 大統領 |
| 39                                            | ラファエル・トルヒーヨ Rafael Trujillo                                                   |                                                | 1942年5月18日 - 1952年8月16日   |             | 大統領 |
| 40                                            | エクトル・トルヒーヨ Héctor Trujillo                                                     |                                                | 1952年8月16日 - 1960年8月3日    |             | 大統領 |
| 41                                            | ホアキン・バラゲール Joaquín Balaguer                                                    |                                                | 1960年8月3日 - 1962年1月16日    |             | 大統領 |
|                                               | 市民軍事評議会 Civic-Military Council                                                    |                                                | 1962年1月16日 - 1962年1月18日   |             | 市民軍事評議会 成員: アルマンド・オスカー・パチェコ ルイス・アミアマ・ティオ アントニオ・アンベール・バレラ エンリケ・バルディーズ・ヴィダウルラ ウィルフレド・メディナ・ナタリオ ヒューバート・ボガート                                                                 |
| 42                                            | ラファエル・フィリベルト・ボネリー Rafael Filiberto Bonnelly                             |                                                | 1962年1月18日 - 1963年2月27日   |             | 大統領 |
| 43                                            | フアン・ボッシュ Juan Bosch                                                              |                                                | 1963年2月27日 - 1963年9月25日   |             | 大統領 |
| ドミニカ内戦 (1965-1966)                      |                                                                                          |                                                |                                 |             | |
|                                               | ビクトル・エルビー・ビニャ・ロマン Víctor Elby Viñas Román                               |                                                | 1963年9月25日 - 1963年9月26日   |             | 暫定政権議長 |
|                                               | 三頭政治 Triumvirate                                                                     |                                                | 1963年9月26日 - 1965年4月25日   |             | 成員: エミリオ・デ・ロス・サントス・イ・サルシオ (1963年12月22日まで) (議長) ドナルド・レイド・カブラル (1963年12月29日から) (議長) マヌエル・エンリケ・タバレス・エスパイヤ ラモン・タピア・エスピナル                                                                  |
|                                               | 革命委員会 Revolutionary Committee                                                       |                                                | 1965年4月25日 - 1965年4月25日   |             | 成員: ヴィニシオ・フェルナンデス・ペレス ジョヴァンニ・グティエレス・ラミレス フランシスコ・アルベルト・カーマニョ エラディオ・ラミレス・サンチェス ペドロ・バルトロメ・ブノワ                                                                                           |
|                                               | ホセ・ラファエル・モリーナ・ウレーニャ José Rafael Molina Ureña                          |                                                | 1965年4月25日 - 1965年4月27日   |             | 暫定大統領 |
| 1965年4月27日から1965年5月1日は、大統領不在。 |                                                                                          |                                                |                                 |             | |
|                                               | ペドロ・バルトロメ・ブノワ Pedro Bartolomé Benoit                                        |                                                | 1965年5月1日 - 1965年5月7日     |             | 暫定大統領 備考: アメリカ占領下 |
| 44                                            | アントニオ・アンベール・バレラ Antonio Imbert Barrera                                    |                                                | 1965年5月7日 - 1965年8月30日    |             | 大統領 備考: アメリカ占領下 |
| 1965年8月30日から1965年9月3日は、大統領不在。 |                                                                                          |                                                |                                 |             | |
|                                               | エクトル・ガルシア＝ゴドイ Héctor García-Godoy                                           |                                                | 1965年9月3日 - 1966年7月1日     |             | 暫定大統領 備考: アメリカ占領下 |
| 第四共和政 (1966-現在)                        |                                                                                          |                                                |                                 |             | |
| 45                                            | ホアキン・バラゲール Joaquín Balaguer                                                    |                                                | 1966年7月1日 - 1978年8月16日    |             | 大統領 |
| 46                                            | アントニオ・グスマン・フェルナンデス Antonio Guzmán Fernández                            |                                                | 1978年8月16日 - 1982年7月4日    |             | 大統領 |
| 47                                            | ハコボ・マイルタ・アサール Jacobo Majluta Azar                                           |                                                | 1982年7月4日 - 1982年8月16日    |             | 大統領 |
| 48                                            | サルバドール・ホルヘ・ブランコ Salvador Jorge Blanco                                     |                                                | 1982年8月16日 - 1986年8月16日   |             | 大統領 |
| 49                                            | ホアキン・バラゲール Joaquín Balaguer                                                    |                                                | 1986年8月16日 - 1996年8月16日   |             | 大統領 |
| 50                                            | レオネル・フェルナンデス Leonel Fernández                                                |                                                | 1996年8月16日 - 2000年8月16日   |             | 大統領 |
| 51                                            | イポリト・メヒーア Hipólito Mejía                                                        |                                                | 2000年8月16日 - 2004年8月16日   |             | 大統領 |
| 52                                            | レオネル・フェルナンデス Leonel Antonio Fernández Reyna                                  |                                                | 2004年8月16日 - 2012年8月16日   |             | 大統領 |
| 53                                            | ダニーロ・メディーナ Danilo Medina Sánchez                                               |                                                | 2012年8月16日 - 2020年8月16日   |             | 大統領 |
| 54                                            | ルイス・アビナデル Luis Rodolfo Abinader Corona                                          |                                                | 2020年8月16日 - （現職）        | 4年 + 208日 | 大統領 |

## 非公式大統領一覧
最高責任者または擁護者
- ペドロ・サンタナ（最高責任者）：1849年5月30日-9月23日
- フニオル・メヒア（最高責任者）：1878年3月16日-12月5日

スペインのサントドミンゴ総督 (1861–1865)
- ペドロ・サンタナ：1861年3月18日-1862年7月20日
- フェリペ・リベイロ：1862年7月20日-1863年10月22日
- カルロス・デ・バルガス：1863年10月22日-1864年3月30日
- ホセ・デ・ラ・ガンダラ：1864年3月31日-1865年7月11日

ドミニカ共和国国家元首 (1863–1865)
- ホセ・アントニオ・サルセド（英語版）：1863年9月14日-1864年10月10日
- ガスパル・ポランコ（スペイン語版）：1864年10月10日-1865年1月23日
- 総司令官（ペドロ・アントニオ・ピメンテル（英語版）、ベニート・モンシオン、フェデリコ・デ・ヘスス・ガルシア）：1865年1月23日-1月24日
- ベニグノ・フィロメノ・デ・ロハス（英語版）：1865年1月24日-3月24日

反乱 (1867–1868)
- ホセ・ハンガリア：1868年12月22日–1867年2月13日

憲法理事会 (1876年2月反乱)
- エステバン・ディアス
- マキシモ・グルロン
- マヌエル・デ・ヘスス・デ・ペーニャ
- アルフレド・デーテヘン
- イシドロ・ペレイラ

反乱 (1878年)
- イグナシオ・マリア・ゴンサレス：1878年3月1日 - 5月3日

合衆国のサントドミンゴ知事 (1916–1922)
- ハリー・シェパード・ナップ（英語版）：1916年11月29日-1918年11月18日
- ベン・ヘバード・フラー（英語版）：1918年11月18日-1919年2月25日
- トーマス・スノーデン（英語版）：1919年2月25日-1921年6月3日
- サミュエル・ロビソン（英語版）：1921年6月3日-1922年10月21日

反乱 (1963年)
- フアン・カサノヴォス・ガリード：1963年10月13日-11月4日

法令上及び事実上の立憲派大統領
- フランシスコ・カーマニョ（英語版）：1965年5月4日-9月3日